# 格莱讷-蒙泰居
格莱讷-蒙泰居（法語：Glaine-Montaigut，法語發音：[ɡlɛn mɔ̃tɛɡy]）是法国多姆山省的一个市镇，属于克莱蒙费朗区。该市镇由格莱讷（Glaine）和蒙泰居（Montaigut）两地组成。

## 地理
格莱讷-蒙泰居（45°45'21"N, 3°23'21"E）面积12.92 平方千米，位于法国奥弗涅-罗讷-阿尔卑斯大区多姆山省，该省份为法国中南部省份，北起阿列省接壤，东临卢瓦尔省，南至上盧瓦爾省和康塔爾省，西接科雷兹省和克勒兹省。
与格莱讷-蒙泰居接壤的市镇（或旧市镇、城区）包括：比永、邦雅、博尔莱唐、比永附近埃格利斯讷沃、穆瓦萨、讷维尔、拉韦勒、雷尼亚。

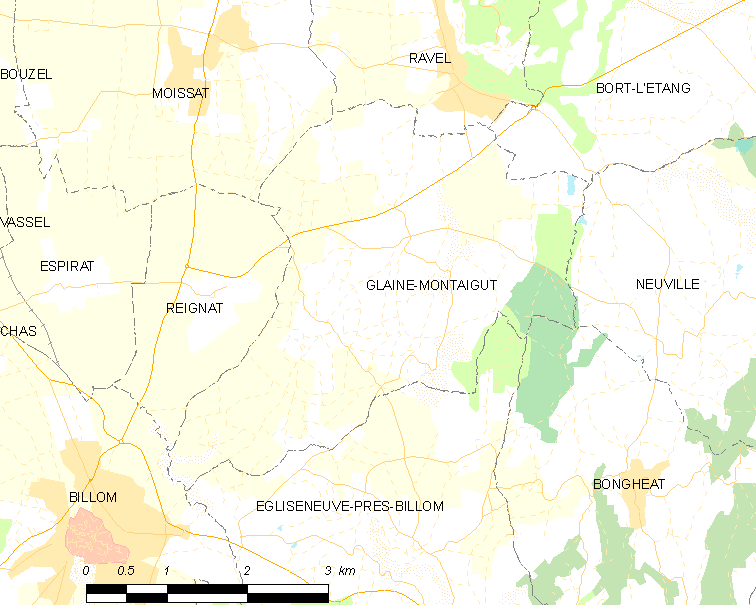
格莱讷-蒙泰居的OSM定位图

格莱讷-蒙泰居的时区为UTC+01:00、UTC+02:00（夏令时）。

## 行政
格莱讷-蒙泰居的邮政编码为63160，INSEE市镇编码为63168。

## 政治
格莱讷-蒙泰居所属的省级选区为比永县。

## 人口

1962-2008年间格莱讷-蒙泰居人口变化图示

格莱讷-蒙泰居于2022年1月1日时的人口数量为599人。